# Viri glasbe in Zmagoslavje glasbe
Viri glasbe in Zmagoslavje glasbe sta dve freski, ki ju je Marc Chagall leta 1966 naslikal za Metropolitansko operno hišo v Lincoln Centru v New Yorku.
Po naročilu Metropolitanske hiše za Chagallovo scenografijo in kostumografijo za Mozartovo Čarobno piščal za njeno otvoritveno sezono so bile poslikave ustvarjene za preddverje operne hiše in so vidne na zunanjem trgu. Stenske poslikave so velike približno 9,1 m × 11 m. Južna stena ima delo z naslovom Zmagoslavje glasbe, severna stena pa vsebuje Vire glasbe. Chagall je nameraval obratno od te ureditve.
Direktor Metropolitanske opere, Rudolf Bing, je upodobljen na eni od fresk, kako igra mandolino. Skladatelj Wolfgang Amadeus Mozart je prikazan v Zmagoslavju glasbe, kako leti nad Manhattnom in komunicira z liki iz njegove opere Čarobna piščal.

## Zavarovanje
Leta 2009 se je upravni odbor Meta odločil uporabiti slike kot zavarovanje za dolgoročno posojilo, ki je bilo prej odvisno od gotovine. Nekateri viri ocenjujejo vrednost slik na 20 milijonov dolarjev. Stenske poslikave je dala kot zavarovanje Metropolitanska opera za posojilo med veliko recesijo v Združenih državah marca 2009. Njihova ocenjena vrednost ni bila navedena. Slike so ostale v avli operne hiše.